# Coelogyne sanderiana
Coelogyne sanderiana är en orkidéart som beskrevs av Heinrich Gustav Reichenbach.
Coelogyne sanderiana ingår i släktet Coelogyne och familjen orkidéer. Inga underarter finns listade i Catalogue of Life.